# Ron Dohanetz
Ron Dohanetz (* 31. Mai 1980 in Wittenberg) ist ein Sänger, Pop-Songwriter, Multiinstrumentalist und Produzent aus Berlin.

## Werdegang

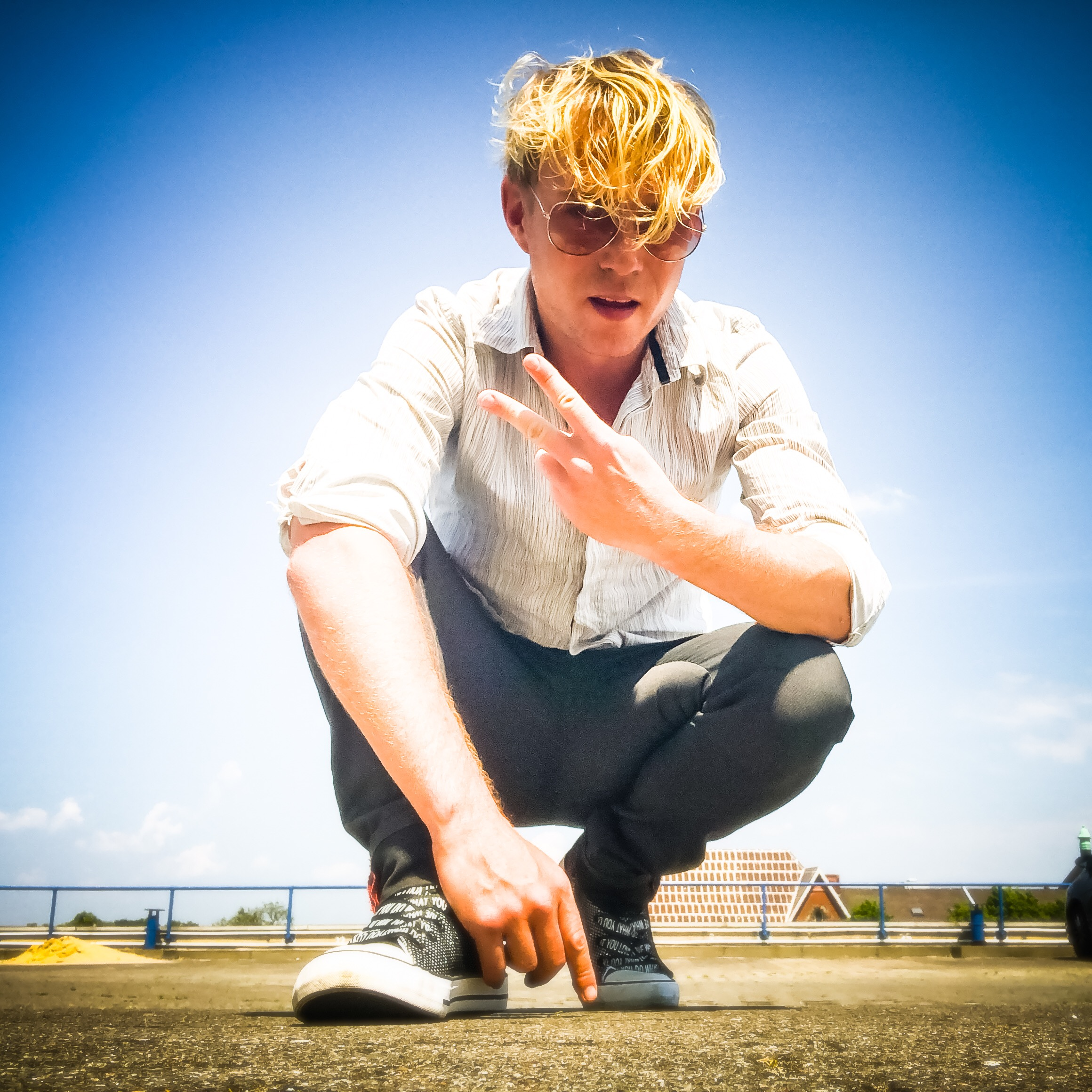

Ron Dohanetz trat im Alter von 16 erstmals als Musiker auf. Bereits seine Mutter, sowie zwei Onkel (Stefan Dohanetz bei Pankow, Hans-Peter Dohanetz bei Electra) waren und sind musikalisch aktiv. In seine ersten Band „Subriss“ tourte er sieben Jahre lang durch Deutschland und benachbarte Länder und sammelte Erfahrungen auf über 1000 Konzerten. Nach einem Plattenvertrag mit dem Label „Sing Deutsch“ trennte sich die Band wegen unterschiedlicher Zukunftsvorstellungen und musikalischer Differenzen.
Zwischen 2005 und 2008 war er zusammen mit seiner Schwester Jenna als Jenna+Ron bei Sony BMG gesigned. Unter anderem waren sie beim Bundesvision Song Contest 2007 und anschließend in den Charts vertreten. Es folgten Konzerte u. a. bei „The Dome“, als Vorband von Acts wie „Tokio Hotel“, „LaFee“, „Silbermond“, uvm. Darüber hinaus waren sie der Musikact für die Handy-Foto-Soap „mittendrin – Berlin rockt!“, dem Vorgänger von „Ninas Welt“.
Nach dem Ende des Duos arbeitete er in verschiedenen Jobs, unter anderem in der Fashionszene, als Stunttrainee, als Schauspieler, in der Tourismusbranche, als Pressetextübersetzer, als Vocalcoach, als Videographer und reiste durch die Welt.
2009 unterschrieb er einen Verlagsvertrag mit Universal Music und erarbeitete sich durch mehrere Achtungserfolge einen Namen als Songwriter und Producer. Er schrieb unter anderem für Daniel Schuhmacher, LaVive, Mehrzad Marashi, Christoph Watrin. Im Juni 2011 schrieb er She’s Got Moves für Kevin Kayirangwa, der den Wettbewerb Idool 2011, das belgische Pendant zu DSDS, gewonnen hatte. Das Lied stand zwei Wochen auf Platz 1 der flämischen Charts und erreichte Goldstatus.
2018 gewann er in zwei Kategorien des Deutschen Rock- und Poppreises. Bester deutscher Songtext und Bestes deutsches Musikvideo unter dem Künstlernamen „Citizen Doé“.
Für das weltweite Meme um den Song „This is America“ des US-amerikanischen Musikers und Schauspielers „Childish Gambino“ produzierte, sowie sang er den deutschen Beitrag „This is Germany“.
Zwischen 2019 und 2020 sang Ron Dohanetz unter einem neuen Pseudonym „Trent Drifter“ auf diversen internationalen Veranstaltungen auf Koreanisch (Hangul). Nachdem er Ende 2018 vier Videos auf Youtube hochlud, in denen er K-Pop Coversongs sang und auf Gitarre begleitete, wurde der südkoreanische DJ Hwatu auf ihn aufmerksam und organisierte Konzerte auf allen Events, die sich um den kulturellen Austausch zwischen Asien und Europa drehten. Zumeist waren es Veranstaltungen in diversen Botschaften. Auf Grund der Covid-19-Pandemie wurden ab März 2020 alle weiteren Veranstaltungen gecancelled.
2020 begann er als Songwriter und Producer unter den Namen „DRFTR“ vorrangig mit Asien zu arbeiten.
Ron Dohanetz lebt und arbeitet in seinem Studioatellier in Berlin-Charlottenburg.

## Diskografie

### Subriss
Alben
- 1998 Subriss
- 2002 D.I.M
- 2004 Glückxkind

Singles
- 2004: Traumpaar
- 2004: Glückxkind
- 2004: ADS/ADHS
- 2004: Geniess' die Show

Compilations
- 2000: Punkrock Nordost Vol: 8
- 2004: Sing Deutsch

### Jenna+Ron
Alben
- 2007: Jung und willig[8]

Singles
- 2006: Mittendrin
- 2007: Jung und willig
- 2007: Immer wenn ich Sterne seh

### Songwriter / Producer
- 2009: Eiskalt – Six (offizieller Einlaufsong der Berliner Eisbären)
- 2009: Opodien – Opodo (Werbesong)
- 2010: Lalala – Daniel Schumacher
- 2010: Free – Christopher S feat. Fannie Lüscher
- 2011: Keep On – LaVive
- 2011: Gone – Mehrzad Marashi
- 2011: She’s Got Moves – Kevin Kayirangwa (Sieger von Idool 2011)
- 2011: Mr. Uniform – The Sinderellas
- 2011: Rot Grün Blau[9] – Christoph Watrin
- 2011: Zu Zweit (Bis ans Ende der Welt) – Christoph Watrin
- 2011: Heimweh – Christoph Watrin
- 2013: Brazuka[10] – ADIDAS (Werbesong für FIFA-Worldcup 2014 Visualisation des offiziellen Matchballs „Brazuca“.)
- 2015: Zeit für neue Erinnerungen[11] – Borussia Mönchengladbach (Werbesong)
- 2016: Close to your heart[12] – Neil Thomas
- 2020: Punchline – Producepandas[13]
- 2022: Lucky – SOSOSO_tokyo_berlin[14]